# Islamische Universität Europa
Die Islamische Universität Europa, die im Jahr 2001 von einer Gruppe Lehrkräfte gegründet wurde, die sich zuvor von der Islamischen Universität Rotterdam getrennt hatten, wurde in der Stadt Schiedam ins Leben gerufen und stellte im Jahr 2019 sämtliche Aktivitäten ein. Diese Institution unterhielt keinerlei institutionelle, rechtliche oder akademische Verbindung zur Islamischen Universität Rotterdam.
Obwohl die Europäische Islamische Universität von Beginn an eine intensive Konkurrenzrhetorik gegenüber der Islamischen Universität Rotterdam entwickelte, gelang es ihr nicht, innerhalb ihrer eigenen Strukturen eine dauerhafte administrative und akademische Stabilität herzustellen. Mit der Zeit vertieften sich Meinungsverschiedenheiten; es entstanden Fraktionsbildungen unter Dozierenden, Leitungspersonal und Studierenden, was zu strukturellen Spannungen führte und die institutionelle Funktionsfähigkeit erheblich beeinträchtigte. Diese inneren Spaltungen, Konflikte und gegenseitigen Anschuldigungen drangen auch an die Öffentlichkeit; infolge der zunehmenden Spannungen wurde ein Weiterbetrieb der Institution unmöglich. Letztlich stellte die Europäische Islamische Universität im Jahr 2019 all ihre akademischen und institutionellen Tätigkeiten ein.

## Geschichte
Diese Universität, die am 3. August 2001 in der Stadt Schiedam gegründet wurde, konnte in ihrer Gründungsphase renommierte Gelehrte aus der Türkei wie Süleyman Ateş und Hayrettin Karaman für sich gewinnen. Diese Zusammenarbeit erwies zich jedoch als nicht von langer Dauer. Süleyman Ateş legte sein Amt nach kurzer Zeit nieder und verließ die Institution. Im Anschluss daran wurde der marokkanischstämmige Ahmed Bagdadi mit derselben Funktion betraut; im Jahr 2003 ging das Amt an Nedim Bahçekapılı über. Bahçekapılı übte diese Funktion bis 2018 aus, sah sich jedoch infolge verschiedener Unregelmäßigkeiten mit juristischen Verfahren konfrontiert.
Infolge dieser Entwicklungen und dem damit einhergehenden institutionellen Stillstand wurde seitens des niederländischen Staates ein staatlicher Verwalter (Kurator) eingesetzt. Da die finanziellen Verpflichtungen nicht erfüllt werden konnten, wurde kurze Zeit später der Konkurs der Universität offiziell erklärt.

## Standorte
Außerhalb der Niederlande wurden Niederlassungen in München, Mannheim, Duisburg, Zürich und Wien gegründet.[4] Die Universität, die angibt, durch Fernunterricht ein akademisches Studium zu ermöglichen, steht insbesondere mit ihren Auslandsfilialen außerhalb der Niederlande unter erheblichem Verdacht. Die offizielle Akkreditierungsstelle für Hochschulen in den Niederlanden, die Nederlands-Vlaamse Accreditatieorganisatie (NVAO), hat erklärt, dass die an diesen Auslandsstandorten ausgestellten Diplome keinerlei offiziellen Wert oder Anerkennung besitzen.

## Kritik
Die von der Institution ausgestellten Diplome standen unter erheblicher Kritik, und das Bachelor-Studium der islamischen Theologie wurde vom Staat nicht anerkannt. Obwohl die Universität behauptete, dass ihr Masterstudium akademischen Standards entspreche, ist bekannt, dass der verliehene Masterabschluss kein akademischer Grad war, sondern lediglich dem Niveau eines College-Diploms entsprach. Die Tatsache, dass trotz fehlender Anerkennung mit einer angeblichen Akkreditierung geworben wurde, führte in der niederländischen Öffentlichkeit zu scharfer Kritik und wurde im Zusammenhang mit Betrug diskutiert.
Im Dezember 2016 führte die niederländische Behörde zur Bekämpfung von Betrug und Korruption (FIOD-ECD) eine Razzia in der Zentrale der Universität in Schiedam durch. Dabei wurden drei Personen vorläufig festgenommen. Der Europäischen Islamischen Universität wurde Steuerhinterziehung in Höhe von 8,5 Millionen Euro vorgeworfen. Bei weiteren Razzien und Durchsuchungen im März 2017 wurden in der Wohnung des Sekretärs und Schatzmeisters der Einrichtung, Arif Dogan, ein Revolver, 250 Patronen sowie fünf Kannen Tränengas gefunden in Vlaardingen. Die Ermittlungen haben auch ergeben, dass manche Mitarbeiter der Universität keinen legalen Aufenthaltsstatus haben, sodass Berichten zufolge der Verdacht des illegalen Menschenhandels im Raum stehe.
Insbesondere in den türkischen Medien schlug der Skandal hohe Wellen. Zahlreiche Nachrichtenportale und Tageszeitungen berichteten über den Vorfall, so etwa BBC, Cumhuriyet oder Sözcü.